# Bắc Bình (xã cũ)
Bắc Bình là một xã thuộc huyện Lập Thạch, tỉnh Vĩnh Phúc, Việt Nam.
Xã nằm về phía Đông Bắc của huyện Lập Thạch, có diện tích 11,3 km²; phía Bắc giáp xã Hợp Lý (huyện Lập Thạch); phía Đông giáp các xã Yên Dương, Bồ Lý (huyện Tam Đảo); phía Nam giáp các xã Thái Hòa, Liễn Sơn (huyện Lập Thạch); phía Tây giáp xã Ngọc Mỹ (huyện Lập Thạch).
Dân số của xã vào năm 2010 là khoảng 7.000 người, mật độ trung bình xấp xỉ 600 người/km². Cư dân chủ yếu là người Kinh và Sán Dìu.